# Reimond Tollenaere
Raymond Pierre Jean Emma Marie (Reimond) Tollenaere (Oostakker, 29 juni 1909 - Kopcy bij Veliki Novgorod, 22 januari 1942) was een Belgisch nationaalsocialistisch politicus en advocaat.

## Levensloop
Tollenaere was de zoon van een aannemer en wilde, na zijn middelbare studies in het Sint-Lievenscollege in Gent, in het college van Ieper en het Klein Seminarie, in Roeselare aan priesterstudies beginnen. In het academiejaar 1927-28 studeerde hij wijsbegeerte in Roeselare maar werd, naar men zegt vanwege zijn Vlaams-nationalistische acties, niet meer tot het tweede jaar toegelaten.
Hij studeerde daarna van 1928 tot 1934 rechten aan de Rijksuniversiteit Gent, waar hij actief was in de Vlaamse Beweging. Hij was aanwezig op de gouw- en landdagen van het Algemeen Katholiek Vlaams Studentenverbond (AKVS) en op de verbondsvergaderingen van het Katholiek Vlaams Hoogstudentenverbond (KVHV). In 1931-32 bracht hij enige tijd als beursstudent door in Duitsland en kwam er in contact met de ideeën van het nationaalsocialisme, die hij grotendeels overnam. Hij was preses van het KVHV Gent in 1932-33. Daarnaast was hij bestuurslid van de Dietsche Bond en hoofdbestuurslid van het Dietsch studentenverbond. Ook verzorgde hij bijdragen in de weekbladen Jong Dietschland en Vlaanderen.
Hij trouwde in 1937 met Hilda Saeys (1911-2010) uit Roeselare en ze kregen drie zonen. Hij werd de schoonbroer van Hendrik Demoen, getrouwd met een zus van Hilda, die tijdens de oorlog VNV-burgemeester van Roeselare was.

### VNV
In 1933, nog student, werd Tollenaere algemeen propagandaleider van het pas opgerichte Vlaams Nationaal Verbond (VNV). Het was een functie waarin hij op de tegenstand stuitte van meer gematigde strekkingen dan de zijne. Dit leidde ertoe dat hij ontslag moest nemen als arrondissementsleider in Mechelen. Tijdens zijn legerdienst in 1934 bracht Staf De Clercq hem op een zijspoor.
Hij vestigde zich in Roeselare, waar hij VNV-arrondissementsleider werd. In 1936 werd hij met de steun van de politieke familie De Lille verkozen tot lid van de Kamer van volksvertegenwoordigers voor het Vlaams Nationaal Verbond in het arrondissement Roeselare-Tielt, wat hij bleef tot aan zijn dood. In 1938 werd hij verkozen tot gemeenteraadslid van Roeselare, een functie die hij ook uitoefende tot aan zijn dood in 1942. Na de meidagen 1940 bleven beide functies zonder concrete uitoefening.
Kort na de Duitse inval in België op 10 mei 1940 werd Tollenaere samen met andere Vlaams-nationalisten gearresteerd en naar Frankrijk gedeporteerd, waar hij weken gevangen werd gehouden. Op 21 juni werd hij bevrijd en keerde hij naar België terug, waar hij zich spoedig ontpopte als een van de drijvende krachten achter de collaboratiepolitiek van het VNV.
Als overtuigd Groot-Nederlander was Tollenaere tegen de Belgische staat. Hij sprak zich uit voor het nationaalsocialisme, maar was − in tegenstelling tot de concurrerende collaboratiebeweging DeVlag van Jef van de Wiele − geen voorstander van de aansluiting van Vlaanderen bij Duitsland.

### Waffen SS
Hij werd commandant van de Zwarte Brigade van het VNV en de eerste commandant-generaal van de Dietsche Militie - Zwarte Brigade, de militie van de gefuseerde Eenheidsbeweging-VNV. Na de Duitse inval in de Sovjet-Unie in juni 1941 zette Tollenaere zich actief in bij de werving van Vlaamse vrijwilligers voor het oostfront. Zelf vertrok hij op 6 augustus 1941 als SS-Untersturmführer of onderluitenant bij het Vlaams Legioen (Waffen-SS).
Bevriend artillerievuur van de Spaanse Division Azul doodde hem op 22 januari 1942 in Kopcy, 24 km ten noorden van Veliki Novgorod, nabij de weg naar Tsjoedovo. Hij ligt begraven op het Duitse soldatenkerkhof in Pankovka op 7 km van Novgorod. Na Tollenaeres dood trok ook zijn jongere broer Leo (1917-1984) met het Vlaams Legioen naar het Oostfront.
De dood van Tollenaere was voor VNV-leider Staf de Clercq − die Tollenaere als zijn opvolger zag − een zware slag. De Clercq overleed datzelfde jaar.

### Antisemitisme
Hoewel Tollenaere wegens het tijdstip van zijn overlijden niet persoonlijk actief is geweest bij de deportaties van de Joden of de vernietigingskampen, kan er geen twijfel bestaan over zijn antisemitisme. Voor de oorlog al nam hij, onder meer in zijn brochure Komt er oorlog?, krasse antisemitische standpunten in. Tijdens de bezetting werd zijn antisemitisme virulenter en tegelijk minder abstract. Tollenaere verdedigde de Duitse uitdrijvingspolitiek op een moment dat de eerste fase van die politiek in België gestalte kreeg en de bezetter de eerste anti-Joodse maatregelen uitvaardigde.

## Trivia
Tijdens de Tweede Wereldoorlog veranderde Roeselare de naam van het toenmalige Wapenplein (nu het Polenplein, naar de bevrijders van 1944) in Raymond Tollenaereplein. Deze markt ligt bij het Klein Seminarie, waar Tollenaere in de jaren twintig studeerde en bij de plek waar hij sinds 1936 woonde.

## Publicaties
- Nationaal-socialisme of bolsjewisme? Leven of ondergang van Europa, Brussel, 1941.
- Ons volk in den Nieuwen Tijd. Naar de nationale orde en de socialistische gemeenschap, Aalst, 1941.
- Voor een Vlaamsch vrijwilligerskorps. De Waffen S.S., in: Volk en Staat, 18 mei 1941.
- De Waffen S.S. De militaire loopbaan voor onze Vlaamsche jongens, in: Volk en Staat, 15 juni 1941.